# Distrikt San Gabán
Der Distrikt San Gabán liegt in der Provinz Carabaya in der Region Puno in Südost-Peru. Der Distrikt wurde am 15. Oktober 1925 gegründet. Er besitzt eine Fläche von 745 km². Beim Zensus 2017 wurden 7061 Einwohner gezählt. Im Jahr 1993 betrug die Einwohnerzahl 3554, im Jahr 2007 4022. Sitz der Distriktverwaltung ist die 580 m hoch gelegene Ortschaft Lanlacuni Bajo (auch San Gabán) mit 1628 Einwohnern (Stand 2017). Lanlacuni Bajo befindet sich 70 km nordnordöstlich der Provinzhauptstadt Macusani. Die Transoceánica, eine Fernstraße von Cusco nach Brasilien, führt durch den Distrikt.

## Geographische Lage
Der Distrikt San Gabán befindet sich im nördlichen Westen der Provinz Carabaya. Die Längsausdehnung in SSW-NNO-Richtung beträgt 33 km, die maximale Breite liegt bei 30 km. Der Distrikt wird von den Höhenkämmen der peruanischen Ostkordillere durchzogen. Der Río San Gabán (auch Río Macusani) durchquert das Areal in nördlicher, später in nordöstlicher Richtung, entwässert diesen zu etwa 90 Prozent und mündet schließlich in den nach Nordwesten strömenden Río Inambari. Letzterer begrenzt den Distrikt im Nordosten.
Der Distrikt San Gabán grenzt im Westen an den Distrikt Camanti (Provinz Quispicanchi), im Norden und im Osten an den Distrikt Ayapata sowie im Süden an den Distrikt Ollachea.

## Ortschaften
Im Distrikt gibt es neben dem Hauptort folgende größere Ortschaften:
- Casahuiri